# 258-я смешанная авиационная дивизия
 258-я сме́шанная авиацио́нная диви́зия  — авиационное воинское соединение Вооружённых сил СССР в Великой Отечественной войне.

## История наименований
- ВВС 14-й армии;
- 258-я истребительная авиационная дивизия;
- 258-я смешанная авиационная дивизия;
- 1-я гвардейская смешанная авиационная дивизия;
- 1-я гвардейская смешанная авиационная Свирская дивизия;
- 1-я гвардейская смешанная авиационная Свирская Краснознамённая дивизия;
- 16-я гвардейская истребительная авиационная Свирская Краснознамённая дивизия;
- Полевая почта 35419;
- Полевая почта 59504 (после октября 1953 года).

## История и боевой путь дивизии
258-я смешанная авиационная дивизия сформирована переформированием 27 февраля 1943 года 258-й истребительной авиационной дивизии на основании Приказа НКО № 0045 от 19 февраля 1943 года. В состав дивизии дополнительно вошли один штурмовой и один бомбардировочный полки. После переформирования дивизия продолжала боевые действия по Обороне Заполярья составом 4-х полков на петрозаводском и медвежьегорском направлениях.
В составе действующей армии дивизия находилась с 27 февраля 1943 года по 24 августа 1943 года.

### Участие в операциях и битвах
- Оборона Заполярья — с 27 февраля 1943 года по 24 августа 1943 года.

258-я смешанная авиационная Свирская дивизия 24 августа 1943 года за образцовое выполнение заданий командования, мужество и героизм личного состав Приказом НКО СССР № 264 переформирована в 1-ю гвардейскую смешанную авиационную Свирскую дивизию в составе 7-й воздушной армии Карельского фронта.

## Командир дивизии
| Звание    | Имя                     | Период                  | Примечание |
| --------- | ----------------------- | ----------------------- | ---------- |
| Полковник | Шанин Герман Аркадьевич | 27.02.1943 — 24.08.1943 |            |

## В составе соединений и объединений
| Дата          | Фронт (округ)    | Армия      | ВВС армии           | Примечания |
| ------------- | ---------------- | ---------- | ------------------- | ---------- |
| 27.02.1943 г. | Карельский фронт | ВВС фронта | 7-я воздушная армия | -          |
| 24.08.1943 г. | Карельский фронт | ВВС фронта | 7-я воздушная армия | -          |

## Части и отдельные подразделения дивизии
За весь период своего существования боевой состав дивизии претерпевал изменения:
| Период                        | Наименование                                     | Вооружение |
| ----------------------------- | ------------------------------------------------ | ---------- |
| 27.02.1943 г. — 24.08.1943 г. | 19-й гвардейский истребительный авиационный полк | Шонгуй     |
| 27.02.1943 г. — 24.08.1943 г. | 20-й гвардейский истребительный авиационный полк | Мурмаши    |
| 27.02.1943 г. — 24.08.1943 г. | 137-й бомбардировочный авиационный полк          | Африканда  |
| 27.02.1943 г. — 24.08.1943 г. | 17-й гвардейский штурмовой авиационный полк      | Мончегорск |

## Базирование
| Период                  | Аэродромы                    |
| ----------------------- | ---------------------------- |
| 24.08.1944 — 11.11.1944 | 4 км юго-восточнее Мурманска |